# モハンナド・アブドゥッラヒーム
モハンナド・アブドゥッラヒーム(アラビア語: مهند عبد الرحيم、Mohanad AbdulraheemまたはMohannad Abdul-Raheem、1993年9月22日 -)は、イラクのプロサッカー選手。イラク・プレミアリーグのアル・ザウラーSC所属のFW。元サッカーイラク代表。
日本語では、「モハナド・アブドゥルラヒーム・カッラル」などと表記されることがある。

## 来歴

### クラブ
2009-2010シーズンにイラク・プレミアリーグのアル・カルフSCでトップチームデビューし、2012年にドホークSCへ移籍。
2014年7月にアルジェリアのJSカビリーへ移籍。同年12月イラクのアル・ザウラーSCへ移籍。

### 代表
AFC U-19選手権2012では、準決勝・決勝での先制ゴールを決めるなど活躍し、大会最優秀選手に選出された。また、同年のAFC年間最優秀ユース選手賞も受賞している。
2012年12月30日のチュニジアとの親善試合でA代表デビュー。
2013 FIFA U-20ワールドカップでは、グループリーグの対エジプト戦で決勝点となるゴールを決めている。
2014年1月に行われたAFC U-22選手権2013では、決勝戦の対サウジアラビア戦で決勝点となる先制ゴールを決め、優勝に貢献した。
2016年10月11日のワールドカップ3次予選・タイ戦ではイラクの全4得点を挙げ初勝利に貢献した。

## タイトル
代表
AFC U-22選手権2013
個人
AFC年間最優秀ユース選手賞 2012
AFC U-19選手権2012 最優秀選手